# Сен-Базиль
Сен-Бази́ль (фр. Saint-Basile, окс. Sant Basile) — коммуна во Франции, находится в регионе Рона — Альпы. Департамент коммуны — Ардеш. Входит в состав кантона Ламастр. Округ коммуны — Турнон-сюр-Рон.
Код INSEE коммуны — 07218.

## Население
Население коммуны на 2008 год составляло 324 человека.
| 1962 | 1968 | 1975 | 1982 | 1990 | 1999 | 2008 |
| ---- | ---- | ---- | ---- | ---- | ---- | ---- |
| 382  | 416  | 367  | 314  | 273  | 279  | 324  |

## Экономика
В 2007 году среди 202 человек в трудоспособном возрасте (15—64 лет) 143 были экономически активными, 59 — неактивными (показатель активности — 70,8 %, в 1999 году было 72,7 %). Из 143 активных работали 124 человека (74 мужчины и 50 женщин), безработных было 19 (8 мужчин и 11 женщин). Среди 59 неактивных 10 человек были учениками или студентами, 33 — пенсионерами, 16 были неактивными по другим причинам.

## Фотогалерея

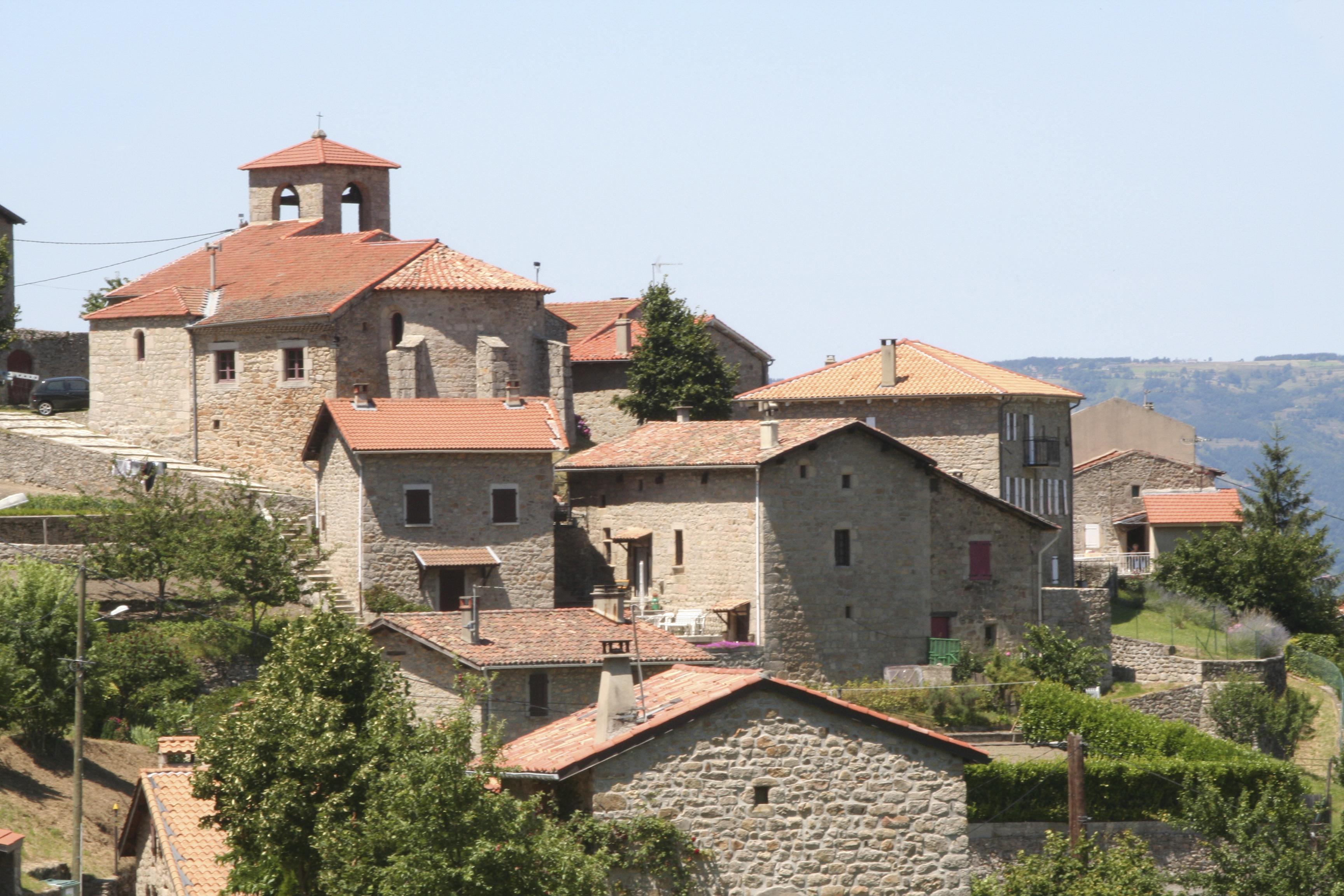
Сен-Базиль
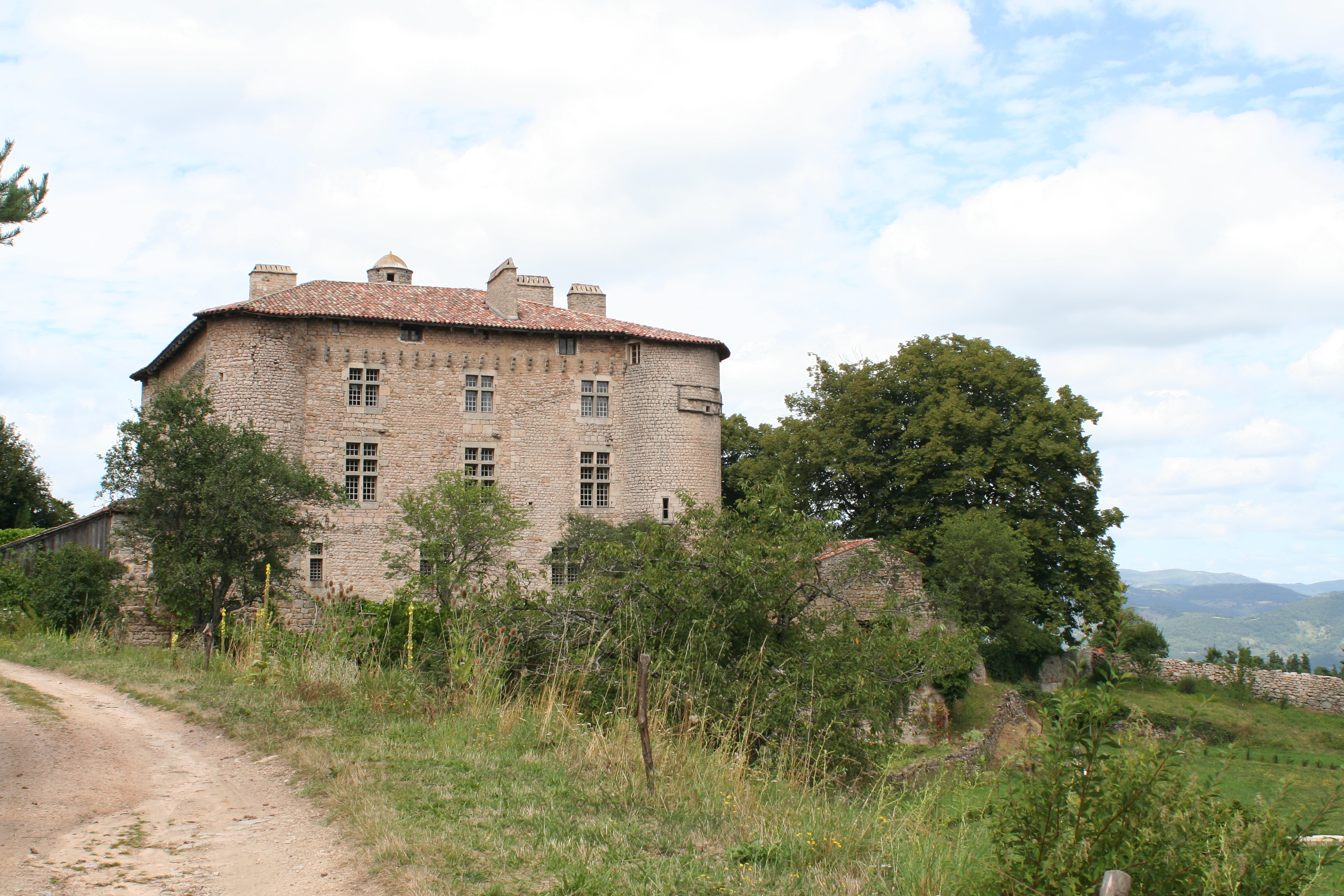
Замок Мезонсёль
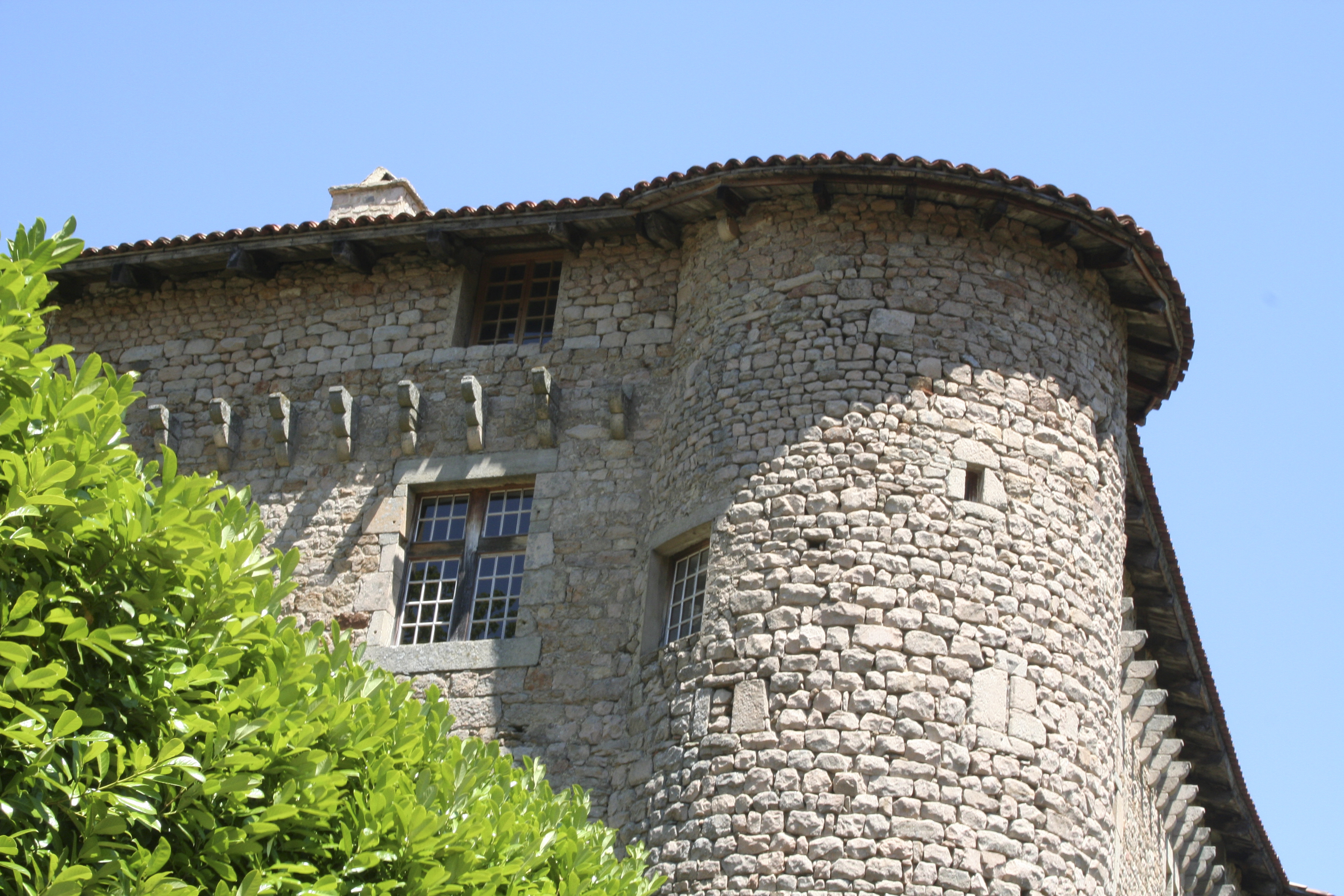
Замок Мезонсёль
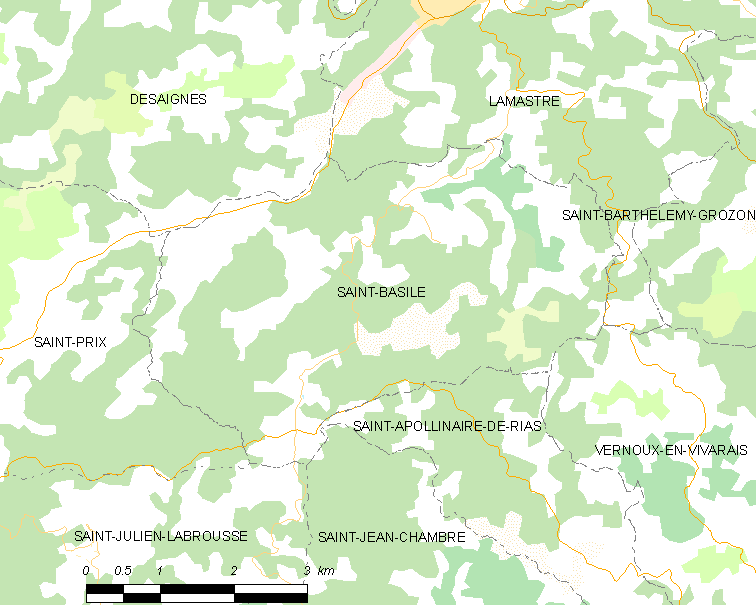
Карта коммуны